# Juradó
Juradó, in passato Juradó Río de Cunas, è un comune della Colombia facente parte del dipartimento di Chocó.
Il centro abitato venne fondato da Gregorio Ballesteros e Toribia Alegria nel 1840.